# Canalele alveolare
Canalele alveolare (Canales alveolares) sunt 2-3 canale ce străbat dinapoi-înainte corpul maxilei. Aceste canale își au originea pe tuberozitatea maxilei, unde se deschid prin orificile alveolare (Foramina alveolaria). Prin aceste canale trec ramurile alveolare superiore posteriore  ale nervului maxilar (Rami alveolares superiores posteriores nervi maxillaris)  și artera alveolară superioră posterioră (arteria alveolaris superior posterior) spre dinții molari. Prin canalele alveolare fosa pterigopalatină comunică cu alveolele dentare.